# NGC 3032
NGC 3032 ist eine aktive Linsenförmige Galaxie mit ausgedehnten Sternentstehungsgebieten vom Hubble-Typ SB0 im Sternbild Löwe nördlich der Ekliptik. Sie ist schätzungsweise 68 Millionen Lichtjahre von der Milchstraße entfernt und hat einen Durchmesser von etwa 35.000 Lichtjahren.
Im selben Himmelsareal befindet sich u. a. die Galaxie NGC 3026.
Das Objekt wurde am 24. Dezember 1827 von dem Astronom John Herschel mit einem 18,7-Inch-Teleskop entdeckt; Dreyer nahm sie später in den New General Catalogue auf.